# 西澳海馬
西澳海馬為輻鰭魚綱棘背魚目海龍魚科的其中一種，分布於東印度洋區的澳洲西南部海域，棲息深度1-25公尺，體長可達20公分，棲息在礁石區邊緣或泥底質海域，屬肉食性，以小型甲殼類為食，卵胎生，冬季會遷徙到較深水域。